# Otakar Diblík
Otakar Diblík (* 19. August 1929 in Brünn; † 12. Februar 1999 in Prag) war ein tschechischer Designer, der unter anderem Verkehrsmittel und Druckmaschinen gestaltete. Seine außergewöhnlichen Leistungen bestimmten nicht selten jahrzehntelang die Formgestalt eines Produkttyps.

## Leben
Aufgewachsen in der Familie des Bauunternehmers Josef Diblík mit seiner Frau Jaroslava, geb. Zichová sowie den Geschwistern Leandra und Johann schien Otakars kreativer Weg und berufliche Zukunft zunächst klar vorgezeichnet zu sein.

### Studium, Wehrersatzdienst
Inspiriert von der wiedererwachenden kulturellen Atmosphäre der Brünner Nachkriegszeit studierte er von 1948 bis 1952 an der Technischen Universität Dr. E. Beneš (heute: TU Brünn) Architektur und Bauingenieurwesen. In den obligatorischen Kursen Architekturbildhauerei und Design beeinflusste seine berufliche Orientierung vor allem Vincenc Makovský. Zu ihm entstand eine kollegiale und freundschaftliche Beziehung, da ihn sein Sinn für Formen und seine emotionale Herangehensweise an die Gestaltung von Objekten faszinierte. Diblíks Entschluss, sich künftig mehr mit Industriedesign anstatt mit Architektur zu befassen, schlug sich in seinen Diplomarbeiten nieder: einem Trainingssportzentrum zum Thema Stadtplanung/Architektur als Pflichtarbeit und einem Projekt, das ihm sehr am Herzen lag – einem mobilen Hi-Fi-Plattenspieler mit zwei Lautsprechern. Die Machtübernahme durch die Kommunistische Partei der Tschechoslowakei (KSČ) beim Februarumsturz machte Diblíks Perspektive auf eine Karriere als bürgerlicher Bauunternehmer endgültig zunichte.
Nach dem Studium wurde ihm ein sechsmonatiges Praktikum an der staatlichen Planungsorganisation Stavoprojekt in Brünn zugewiesen. Darauf folgte am Vojenský projektový ústav (deutsch: Militärprojektinstitut) in Prag der Wehrersatzdienst, den General Alexej Čepička den Angehörigen der Elite anstelle eines Grundwehrdienstes bei den Technischen Hilfsbataillonen ermöglichte. Durch die politische Lage, verursacht durch den Koreakrieg, verlängerte er sich allerdings auf 28 Monate.

### Zeit bei Karosa
Durch die Zufallsbegegnung 1956 mit Emil Zatloukal, seinerzeit Minister für Automobilindustrie und Landwirtschaftsmaschinen, erhielt Diblík nach dem Wehrersatzdienst Empfehlungsschreiben zur Bewerbung als Auto-Designer bei Karosa, Tatra, Škoda oder LIAZ. Gleich im ersten Anlauf bekam er bei Karosa in Vysoké Mýto einen Job ganz nach seinen Vorstellungen. Von 1956 bis 1959 war er nicht nur Autor des Außen- und Innendesigns, sondern spielte ebenso eine wichtige Rolle bei der Produktionsvorbereitung von Karosserieteilen aus glasfaserverstärktem Kunststoff (GFK). Neben dem Prototypen eines Sport-Roadsters mit GFK-Karosserie auf dem Fahrgestell eines Škoda 440 – dem Škoda 440 Karosa – und Kühlaufliegern entstand auch der Wohnwagen W4 namens Dingo; angeblich das Akronym aus Diblík-ING. Otakar. Große Beachtung auf der Weltausstellung EXPO ’58 fand die Reisebus-Luxusversion Škoda 706 RTO LUX, mit deren Interieur-Gestaltung er betraut wurde. Fast all seine Projekte bei Karosa wurden umgesetzt. Zwischendurch gestaltete Diblík für Let Kunovice das Interieur und den bei damaligen Luftfahrtexperten als elegant und zugleich funktional erachteten Steuerknüppel des Reiseflugzeugs Let L-200 Morava.

### Zeit bei Tatra
Mit dem Erfolg des Karosa-Busses erhielt Diblík ein Stellenangebot vom Prager Tatra-Konstruktionsbüro. Daraufhin beteiligte er sich ab 1959 an der Modernisierung des Tatra 603, dem Projekt T 608, um das Chassis sicherer zu gestalten und den Fahrzeugschwerpunkt durch einen Mittelmotor günstiger nach vorn zu verlagern. Mit Ján Ortavec und Ivan Schuster entstanden Varianten des T 603X 1–5 als GFK-Präsentationen, die in puncto Design für ihre Zeit Weltklasse-Parameter erreichten. Mit erstgenanntem testete Diblík noch ein Karosseriekonzept für den Rennwagen Delfín. Weil von seinen Projekten lediglich ein Exemplar des 603 A als Prototyp realisiert wurde, empfand er sein kreatives Engagement für Tatra später als großen Fehler.

### Freiberufliche Arbeit
1961 erlangte Diblík die Mitgliedschaft im Tschechoslowakischen Verband bildender Künstler (SČVU), was ihm den Status eines freiberuflichen Industriedesigners einbrachte. Auf dieser Basis konnte er zu äußerst lukrativen finanziellen Bedingungen Einzelaufträge entgegennehmen, wobei das jeweilige Honorar dem Vielfachen eines Firmendesigner-Jahresgehalts entsprechen konnte. Mit der Verlegung der Tatra-Pkw-Entwicklungsabteilung holte ihn der Designer und Manager Ivan Mičík nach Bratislava, damit er als Experte für Modellierungstechniken und die Herstellung von GFK-Karosserieteilen seine Fähigkeiten jüngeren slowakischen Kollegen vermitteln sollte.
Nach kleineren Aufträgen wurde Diblík 1963 von der Škoda-Lokomotivfabrik, die damaligen Lenin-Werke Pilsen, mit der Entwicklung einer GFK-Karosserie für die elektrische Schnellzuglokomotive, Werkstyp E 32 beauftragt. Interessant empfand er die damals völlig neue Technologie und den Prozess, aus einem 1:10-Modell eine Form zu erstellen. Sein Entwurf erhielt von der Firmenleitung so viel Unterstützung, dass sie trotz der komplexen Frontform entschied, die weltweit erste „Laminat“-Lokomotive herzustellen. Nach diesem Erfolg verließ er Tatra noch im selben Jahr.
Ab 1964 projektierte er bei den Závody na kuličková ložiska (ZKL; deutsch: Kugellagerwerke) in Brünn den Traktor Zetor Crystal 12045. Die Gestaltung der Fahrerkabine ging er mit einer völlig neuen Intention an. Um dem Traktoristen eine freie Sicht aus der Kabine ermöglichen und er mit den Vorderrädern besser der Spur folgen kann, wurde der vordere Kabinenteil so weit wie möglich verglast. Sowohl ästhetisch als auch funktionell wurde dies hoch bewertet.
In der zweiten Hälfte der 1960er-Jahre widmete sich Diblík für die seinerzeitigen Adamovské strojírny (deutsch etwa: Maschinenfabriken Adamov) einer neuen Generation von Offset-Druckmaschinen. Neben seinem Interesse an Mitarbeitermeinungen, der Drucktechnologie und den Details der Druckerfunktionsweise überraschte er seine Kollegen mit seiner konsequenten und verantwortungsvollen Herangehensweise an den Gestaltungsprozess. Bevor er eine Farbkombination für die Maschinengehäuse vorlegte, ließ er beispielsweise zunächst seinen privaten, für Normalsterbliche praktisch unerschwinglichen Hillman Minx entsprechend lackieren. Erst wenn ihm nach einer gewissen Zeit diese Farbvariante zusagte, gab er sie für die Anlagen frei. Er folgte auch einer Einladung von Tomás Maldonado, dem Direktor der Hochschule für Gestaltung Ulm. Dort referierte er vor erstaunten Studenten über die Organisation des tschechoslowakischen Industriedesigns und wie die tschechische Regierung das Design in einigen Maschinenbauunternehmen vorschreiben, überwachen und das Niveau von Projekten durch Expertenausschüsse bewerten ließ.

### Emigration 1968
Als Diblík mit seiner politischen Kompromisslosigkeit zu Beginn des Prager Frühlings zum Anführer der hauptstädtischen Industriedesigner-Opposition gewählt wurde, die sich gegen die offizielle Gewerkschaftsstruktur auflehnte, fasste er den Entschluss, die Tschechoslowakei schnell zu verlassen. Seine Auswanderung am 22. August 1968 über Jugoslawien und Österreich nach Italien bezeichnete er als Anabasis. Aus dem Flüchtlingslager bei Triest schrieb er dem Mailänder Designer Rodolfo Bonetto, den er drei Jahre zuvor auf einer Studienreise zum Treffen der World Design Organization in Wien kennengelernt hatte. Gleichzeitig lehnte er die Aufnahme einer Designer-Tätigkeit in Australien ab. Bonetto finanzierte Diblík die Fahrt und integrierte ihn in sein internationales und viele Branchen bedienendes Designerteam. Dessen Zusammensetzung änderte sich oft und war faktisch Bonettos geistiges und physisches Eigentum. In schneller Folge entstanden Entwürfe für Werkzeugmaschinen, Unterhaltungselektronik, Haushaltsgeräte, Computer- und Medizintechnik, Armaturenbretter für Autos, Möbel, ein Münztelefon, Lampen oder Sportartikel. Einigen verlieh Diblík seine Handschrift, typisch für die solide Konstruktion der Form „von innen“, verbunden mit Originalität und zugleich mit Demut gegenüber dem vorgesehenen Zweck des jeweiligen Objektes. Obwohl er enttäuschend fand, dass es für neue Projekte keine Anfangsrecherche und einleitenden Designstudien gab, wurde er 1983 Chefdesigner des renommierten Studios. Er war nun für junge Designerpraktikanten vieler Nationalitäten verantwortlich und leitete Aufgaben überwiegend allein. Bis es Diblík 1989 in die Heimat zurückzog und er das Atelier verließ, war er bei Bonetto an mehr als 270 verschiedenen Projekten beteiligt, von denen die meisten realisiert wurden.

### Rückkehr 1989
Noch in Mailand wurde er von Bořek Šípek in das Produktdesignstudio an der Akademie für Kunst, Architektur und Design Prag (VŠUP) eingeladen, um dessen Leitung zu übernehmen. In seinem – nach eigenen Worten – zweiten Zuhause vermittelte er dort einer neuen Designergeneration seine umfassenden Erfahrungen im Industriedesign. 
Zugleich projektierte er u. a. aber auch für Adast (seit 2005 Teil der Koenig & Bauer AG) in Dobruška eine neue Druckmaschinen-Generation. Mit deren Konstrukteuren hatte er bereits ein Vierteljahrhundert zuvor erfolgreich zusammengearbeitet. Weitere ausgearbeitete Projekte aus dieser Zeit, z. B. für Let Kunovice oder Karosa Vysoké Mýto blieben unrealisiert.
Otakar Diblík widmete sich in der Freizeit der Astronomie, dem Bau optischer Teleskope und der Weltraum-Fotografie. Seine Absicht, weiterhin regelmäßig seine italienischen Freunde und Mailänder Amateurastronomen besuchen zu können, erfüllte sich nicht mehr. Am 12. Februar 1999 erlag er im Prager Studio einem Herzversagen und wurde auf dem Brünner Zentralfriedhof beigesetzt.

## Nachwort
Selbst in Tschechien und Italien hielt Diblíks schöpferische Anonymität bis zum Lebensende an, weil sein Name überwiegend nur in Fachliteratur oder im Zusammenhang mit seiner Emigration auftauchte. Auch nach seiner Ernennung zum Leiter des VŠUP im Jahr 1991 war er vornehmlich bei Studenten und Berufskollegen bekannt. Erst wenige Tage vor seinem Tod genehmigte er der Kuratorin des Technischen Nationalmuseums (NTM), Jana Pauly, ein Interview. Vornehmlich ihr ist die Wanderausstellung zu verdanken, die erstmals im Mai 2004 in der Akademie für Kunst, Architektur und Design Prag sein außergewöhnliches Werk und seine spannende Lebensgeschichte der Öffentlichkeit zugänglich machte.

## Auszeichnungen, Ehrungen
- 1968: Industriedesign des Jahres, 1. Preis des Rates für kreative Kultur der Produktion – Offsetdruckdruckmaschine Romayor[4] Aufgrund Diblíks Emigration nahm sein Vater die Auszeichnung entgegen.[3]
- 1982: Compasso d’Oro (Goldener Zirkel) – Lampe FLU, hergestellt von Luci[3]
- 1997: Goldmedaille auf der Embax Print – Offsetdruckmaschine Polly 74[3]
- 2004: Retrospektive anlässlich Diblíks 75. Geburtstag an der Fakultät für Architektur der TU Brünn unter Mitwirkung ihres Prodekans Oldřich Rujbr; Eröffnung mit Parade von Fahrzeugen, an deren Entwicklung Diblík maßgeblich beteiligt war; Wanderausstellung in Zusammenarbeit mit anderen Institutionen zu Diblíks Studium, Leben und Werk[2][3]
- 2013 Benennung einer Straße im Verwaltungsbezirk Prag 15, Stadtteil Dolní Měcholupy, in „Diblíkova ulice“[5]
- 2022: Czech Grand Design, Kategorie Síň slávy (Hall of Fame), posthum verliehen am 21. März 2023 von der Akademie für Kunst, Architektur und Design Prag an den Generaldirektor des Technischen Nationalmuseums Prag[2]

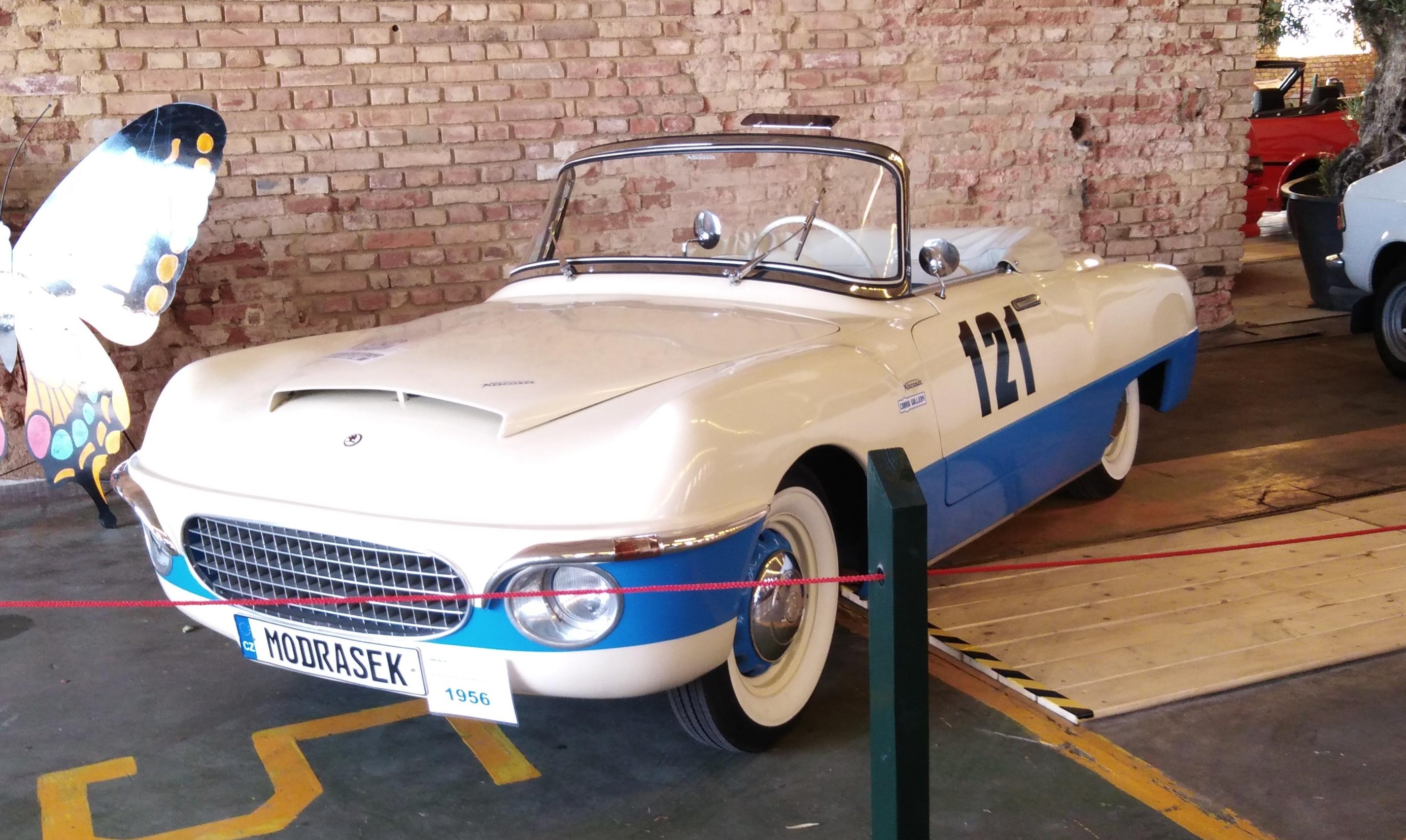
Roadster Škoda 440 Karosa
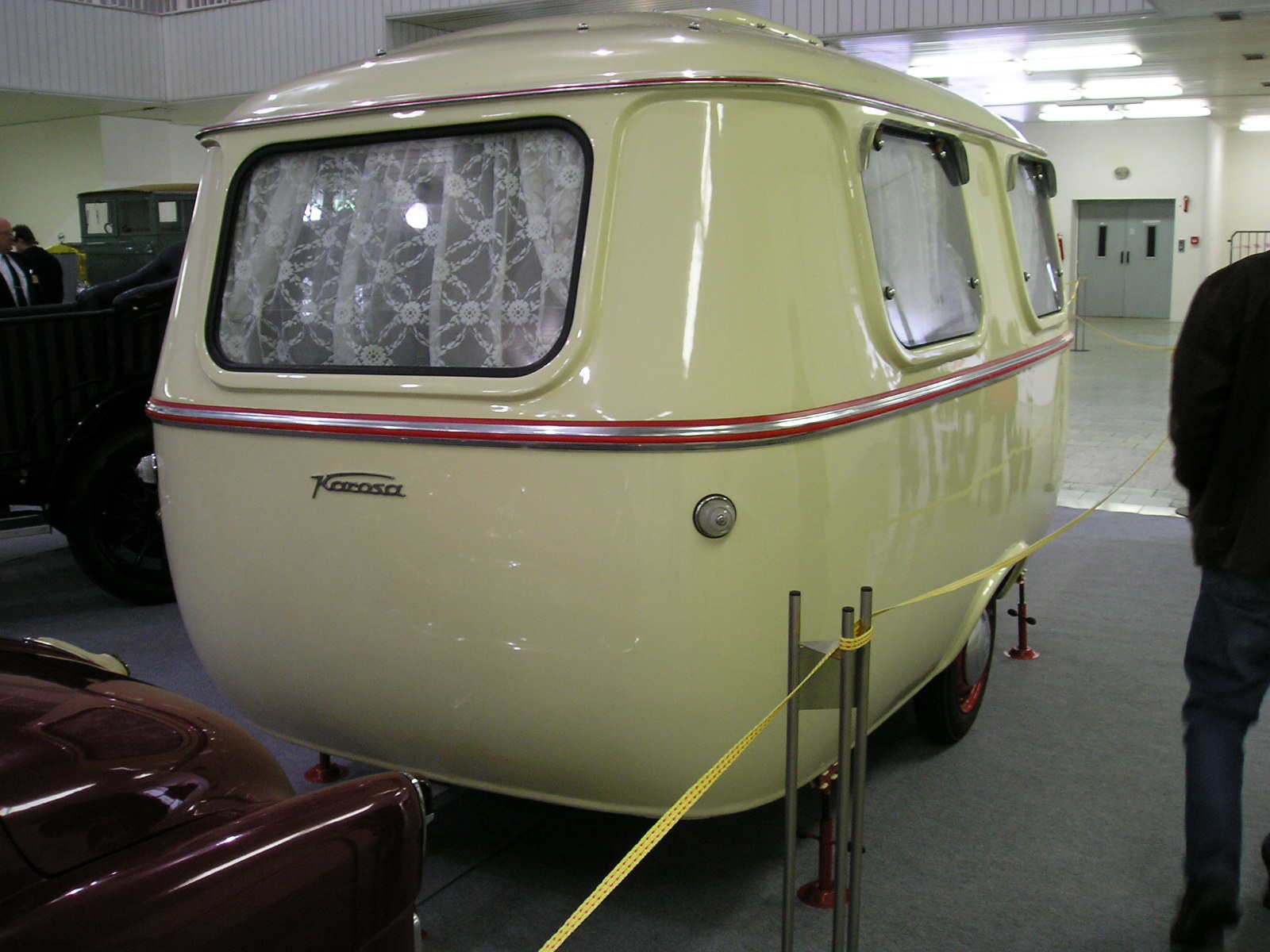
Wohnwagen Karosa Dingo
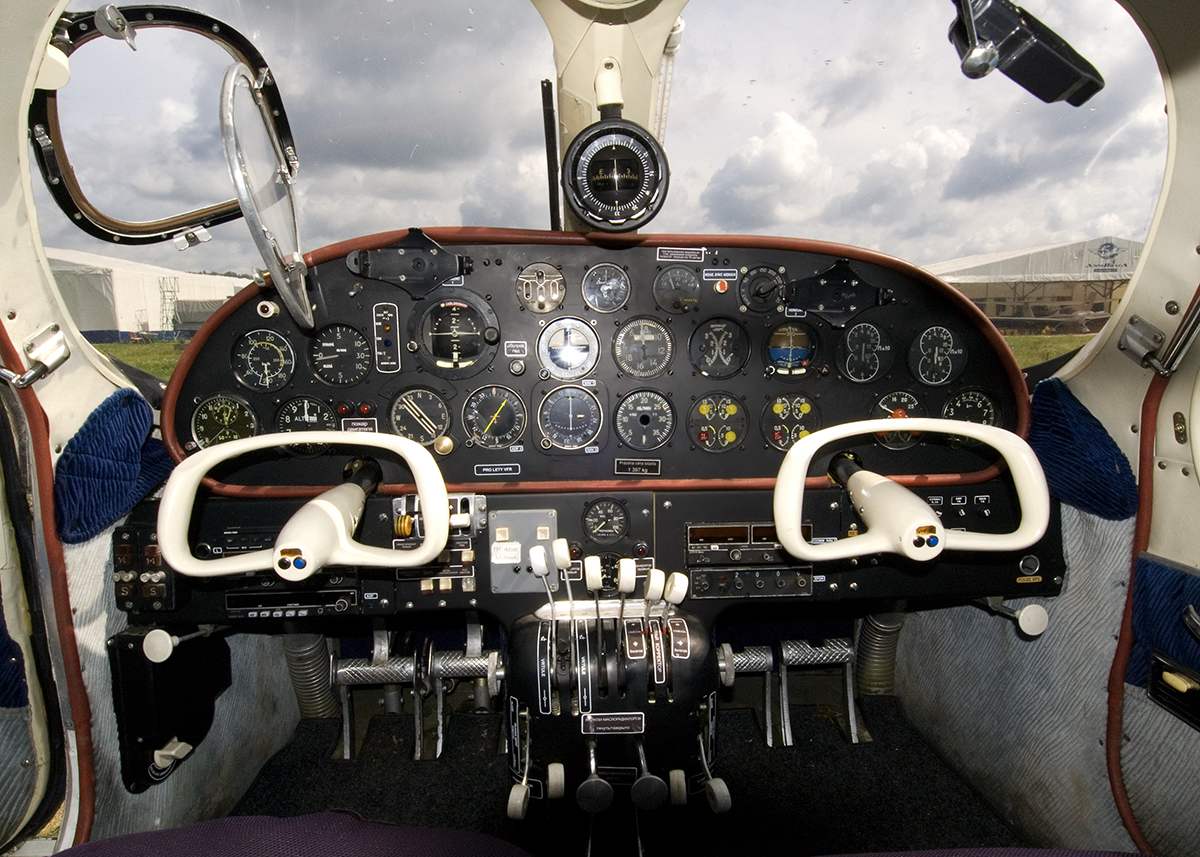
Cockpit einer Let L-200 Morava
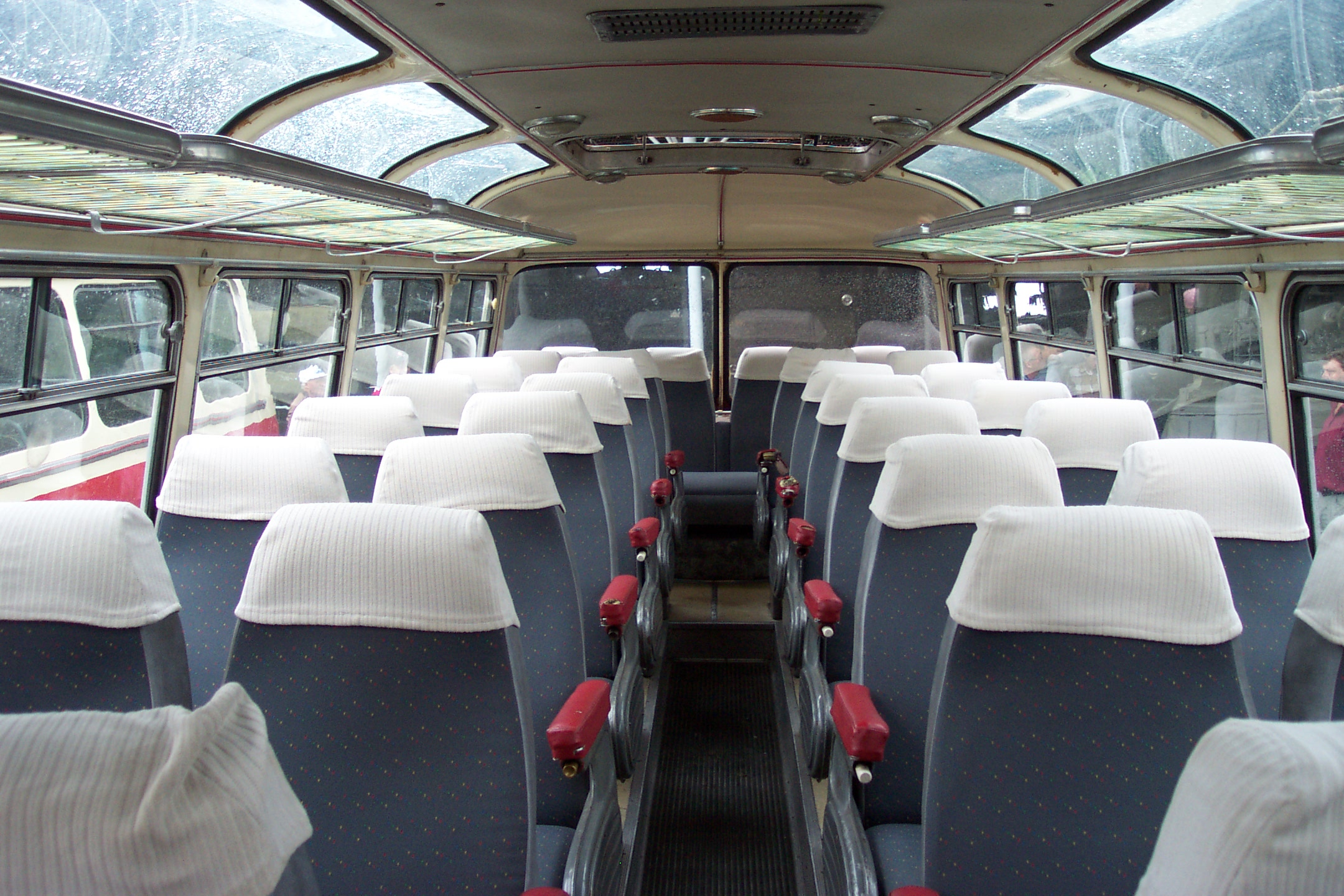
Innenansicht des Reisebusses Škoda 706 RTO LUX
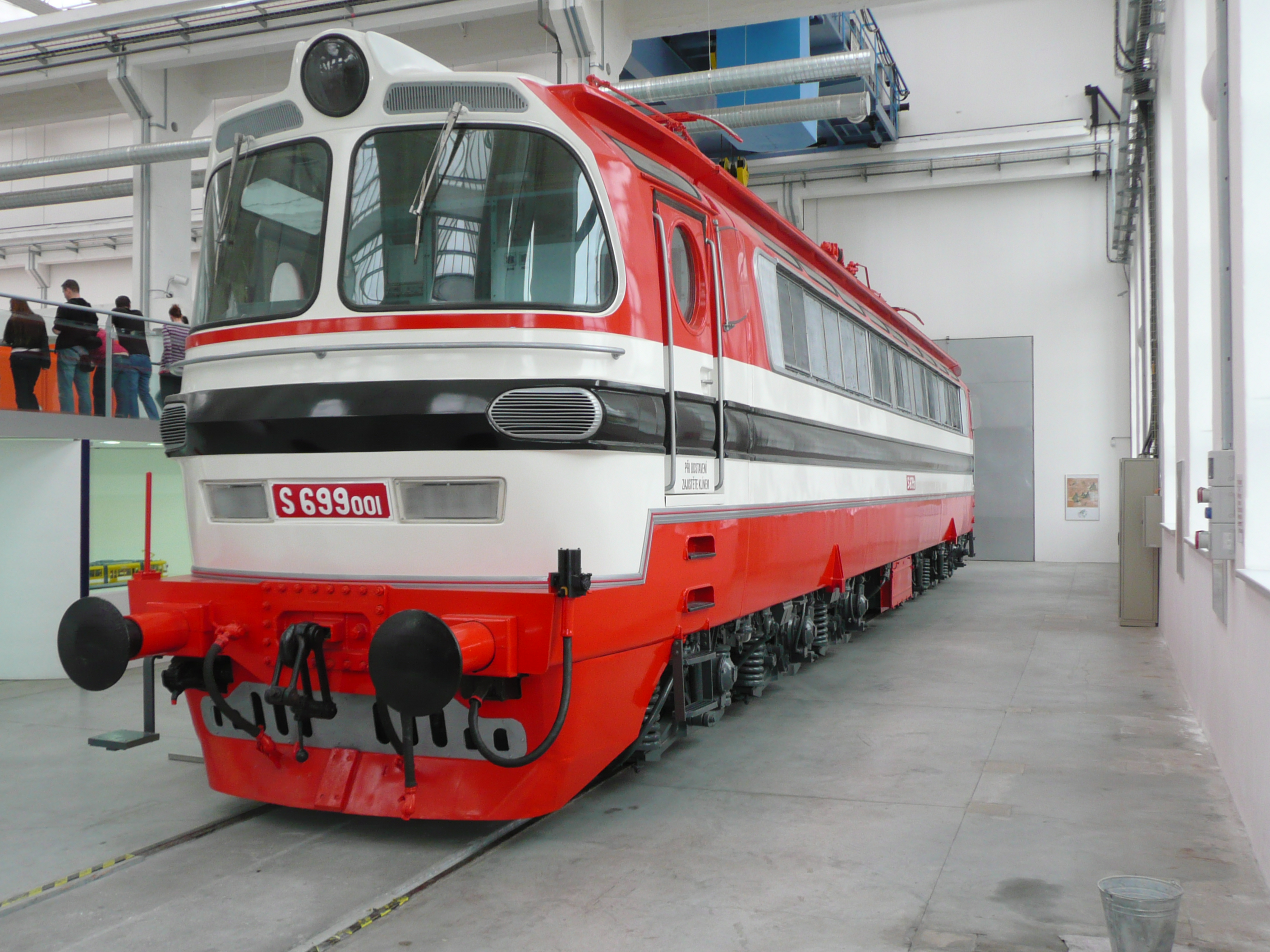
Prototyp der Škoda-Universallokomotive S 699.001
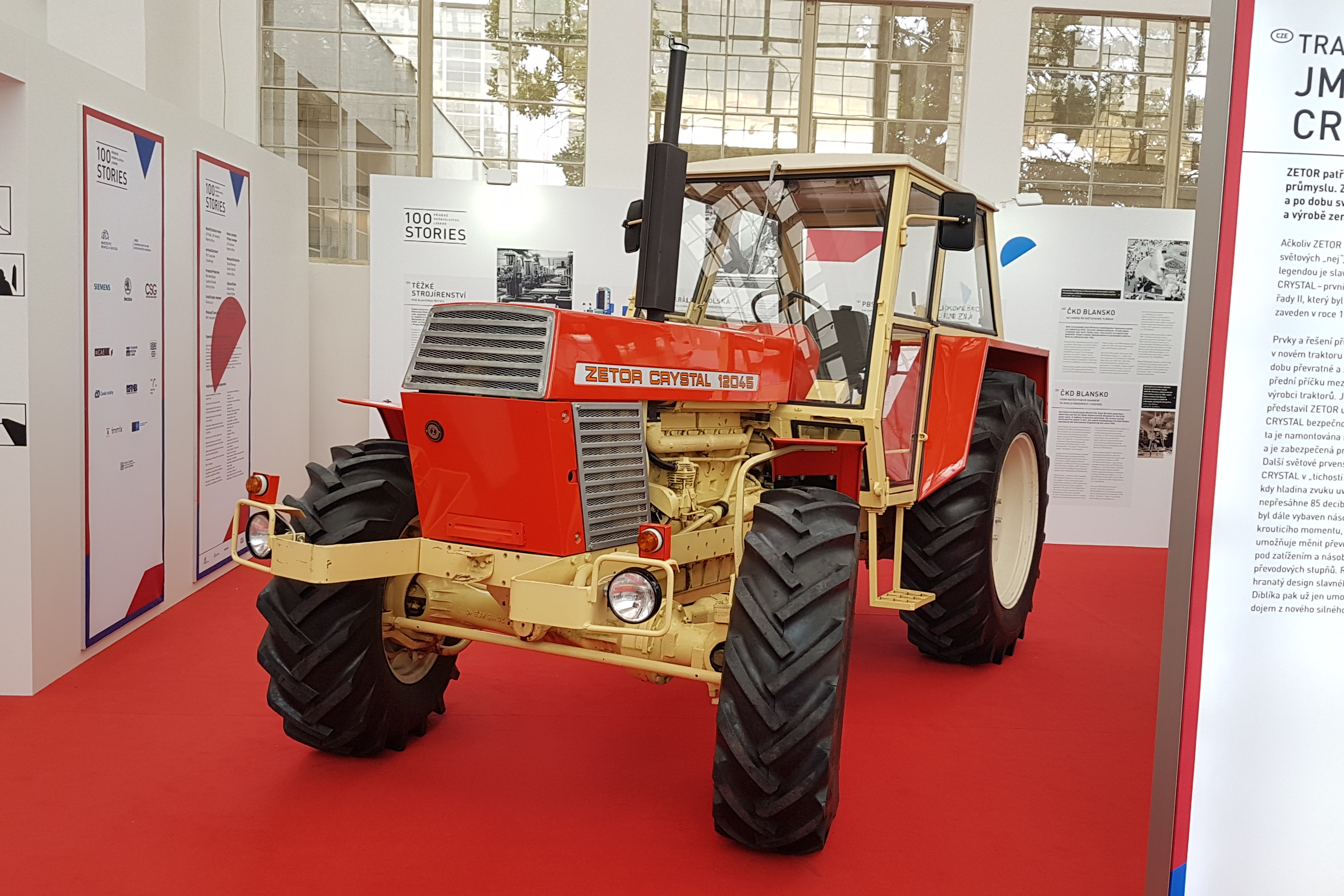
Traktor Zetor Crystal 12045

## Weitere Werke (Auswahl)
- Türklinken, -beschläge und Griffstangen aus Bronze für das Janáček-Theater in Brünn[3]
- Armaturenbrett des Fiat Tipo[2]
- Tischlampe ALA für Guzzini[3]
- Offsetdruckmaschine Polly 66[3]